# Fatmir Limaj
Fatmir Limaj vel Fatmir Celiku (ur. 4 lutego 1971 w Banji) – komendant UÇK, polityk Partii Demokratycznej Kosowa, były wicepremier Kosowa.

## Życiorys
W 2001 roku nakazał ekshumację zwłok w Klečce, gdzie jego oddział kilka lat wcześniej zabił 22 serbskich cywili.
18 lutego 2003 roku został zatrzymany w Kranjskiej Gorze (Słowenia), oskarżony o zbrodnie przeciwko ludzkości i 3 marca tego roku postawiony przed Międzynarodowym Trybunałem Karnym dla byłej Jugosławii, nie przyznał się do winy. Izba Orzekająca uznała go za niewinnego dnia 30 listopada 2005 roku i został zwolniony z aresztu, co zostało podtrzymane 27 września 2007 roku przez Izbę Apelacyjną.
W 2016 roku został oskarżony o brak skutecznego przeciwdziałania zabójstwu dwóch Albańczyków w 1998 roku podczas wojny w Kosowie, jednak sąd w Djakowicy oczyścił Fatmira Limaja z zarzutów, ponieważ prokuratorzy nie byli w stanie udowodnić przestępstwa.